# Kucsora Márta
Kucsora Márta (Szeged, 1979 –) képzőművész.

## Életpályája
A Magyar Képzőművészeti Egyetem festő szakán diplomázott 2002-ben, mestere Kovács Attila volt. 2005 és 2006 között az Egyesült Államokban, Montclairben a Montclair State University Master of Fine Arts programjának hallgatója volt.
Számos nemzetközi és hazai kiállításon láthattuk munkáit: Műcsarnok (2021–2022), Kálmán Makláry Fine Arts (2021–2022), Postmasters Gallery, New York City, NY (2021). 21 C Museum, Louisville, Kentucky, USA (2012), ''BRAFA''  Art Fair (2018, 2019), Art Paris (2018), Masterpiece Fair London (2017).
Festészetében az absztrakció technikai és vizuális határait feszegeti. Szinte szélsőségesen kísérletező alkotói megközelítéséből ugyanúgy kikapcsolta az ecset és más hagyományosnak tekintett eszközök használatát, mint az absztrakt expresszionizmus korai mesterei, különösen Jackson Pollock, vagy François Fiedler. Képeit a festékanyagok fizikai és kémiai tulajdonságainak, illetve az ezekre ható környezeti erőknek a kihasználásával, manipulálásával alkotja meg, a természet mikro- és makrovilágát egyaránt felidéző, változatos színkompozíciókat hoz létre. Festményeiben a véletlen és a tervszerűség elkülöníthetetlen egységet képez, a művész határozza meg a festékek száradási, vagy a gravitáció által mozgásba hozott folyamatainak korlátait. Az egyre nagyobb vásznakat kitöltő képek sajátos monumentalitást adnak az absztrakciónak. Műveinek nem ad címet, hogy ne korlátozza a nézőben a festmények impulzív befogadását. Fiedler és Pollock mellett Kucsora Márta festészetében is felfedezhetjük olyan absztrakt női mesterek hatását, mint Helen Frankenthaler, Joan Mitchell, vagy Grace Hartigan. Budapesten él és alkot.

## Kiállításai (válogatás)
- 2022 Incepció, Műcsarnok, Budapest, Hungary
- 2022 Metaverzum, Kálmán Makláry Fine Arts,[1] Budapest
- 2021 Super Natural, Postmasters Gallery, New York
- 2020 An Abstract World, Galerie Benjamin Eck,[2][3] München
- 2019 all-over, Kálmán Makláry Fine Arts,[1] Budapest
- 2018 Lenyomatok (Imprints), Kálmán Makláry Fine Arts, Budapest
- 2017 Viscosity, The Concept Space, London
- 2015  Blue: Matter, Mood and Melancholy, 21 C Museum, Bentonville, Arkansas
- 2009  Wasserspharen, Galerie Ucher, Köln
- 2007 A festészet ideje, újraértelmezett hagyomány, Magyar Nemzeti Galéria, Budapest
- 2007A kép közvetlensége (Direct Pictures), Ernst Múzeum, Budapest